# راي (كولورادو)
راي (بالإنجليزية: Rye, Colorado)‏ هي بلدة تقع في مقاطعة بويبلو، كولورادو بولاية كولورادو في الولايات المتحدة. تبلغ مساحتها 0.3 (كم²)، وترتفع عن سطح البحر 2073 م، بلغ عدد سكانها 202 نسمة في عام 2000 حسب إحصاء مكتب تعداد الولايات المتحدة وتصل الكثافة السكانية فيها 673.3 نسمة/كم2.

## وصلات خارجية
- The US50 - Cities and Towns in Colorado State
- Colorado Cities and Towns, Facts, Map, Flag, Colleges, Government, and More